# Chorrillo Kemerokai
El chorrillo Kemerokai es un curso natural de agua que fluye en la comuna de San Gregorio, Región de Magallanes, con dirección general sureste hasta desembocar en la ribera norte del estrecho de Magallanes.
Este fluyo de agua aparece como chorrillo Kimire Aike en Google maps.

## Historia
Luis Risopatrón lo describe brevemente en su Diccionario Jeográfico de Chile de 1924:: 829 
Kemerokai (Chorrillio) 52° 23' 69° 36'. Es de corto caudal, corre al SW i desemboca en la costa N del estrecho de Magallanes, a poca distancia hácia el NW de la boca NE de la Primera Angostura. 1, XI, p. 288 i carta de Bertrand (1885); i 134; i Kamerokai error litográfico en 156.